# Zaštita dece na internetu
Zaštita dece na Internetu podrazumeva fizičku, psihičku i moralnu bezbednost maloletnih lica tokom obavljanja svakodnevnih aktivnosti na Internetu (surfovanje, četovanje, korišćenje društveno-socijalnih mreža, online igrice). Cilj je zaštiti decu od neprimerenih sadržaja, negativnih efekata korišćenja Interneta i podići nivo svesti i znanja o tome na koji način virtuelna stvarnost utiče na decu i dokle smeju da se upuštaju u digitalni svet, a da to bude bezbedno i bez posledica.

## Zloupotreba dece na Internetu
Zloupotreba Interneta se ne odnosi samo na najčešću asocijaciju koja se javlja u vezi sa ovim terminom - pornografiju, već se odnosi i na veb-sajtove sa štetnom tematikom – poput samoubistava, anoreksije, otmica, nacizma, droge, itd. Sajtovi sa „korisnim“ savetima i nekredibilnim tekstovima, takođe su veoma opasni, utoliko više što ne privlače veliku pažnju ali umnogome utiču na maloletnike, što dovodi do posledica koje se kreću u rasponu od fizičkih povreda do bolesti, pa čak i smrti.

### Načini zloupotrebe dece na Internetu
Na Internetu postoji nekoliko hiljada organizacija koje se bave nekim od mnogobrojnih načina iskorišćavanja dece. Veliki broj tih organizacija legalno su prijavljena preduzeća, humanitarne ili nevladine organizacije sa pravnim identitetom. Njihovo predstavljanje u javnosti nedvosmisleno upućuje na službe za pružanje raznih vrsta pomoći, počev od humanitarnih materijalnih donacija, preko psihološke pomoći ugroženim grupama (deci razvedenih roditelja, deci sa lošim materijalnim i socijalnim statusom, itd.), pa sve do poslovnih ponuda sa dobrim i sigurnim zaradama. Međutim, ispod "šarenog plašta" primamljivih mogućnosti za bolji život najčešće se kriju ciljevi trafikinga, prostitucije, raznih vrsta krađa i drugih načina iskorišćavanja žrtava. S druge strane, postoje anonimni sajtovi iza kojih stoje kriminalističke grupe koje deluju potpuno ilegalno, dok u treću grupu spadaju pojedinci (psihijatrijski slučajevi) koji imaju direktan pristup žrtvi u nameri da ostvare svoje ciljeve, od kojih je na prvom mestu seksualno zlostavljanje. Zajednička osobina takvih „lovaca“ jeste njihov neverovatno "iskren" nastup, pun emocija, razumevanja i saosećanja prema potencijalnoj žrtvi.
Najčešći oblici zloupotrebe dece na internetu:
- Trafiking
- Krađa
- Blud
- Sugestija
- Vršnjačko nasilje

Krađa- u direktnom ili indirektnom obliku je još jedna u nizu vrsta zloupotrebe maloletnika preko interneta. Na sajtovima se često nudi pomoć tipa savetovališta koje ima za cilj prepoznavanje psihološkog profila maloletnika oko kojeg se naizgled stvara prijateljsko i zaštitničko okruženje. U drugim varijantama u istu svrhu moguće je iskoristiti informacije o brojevima kreditnih kartica kojima maloletnik plaća svoje učešće u nagradnim igrama.
Blud- jedan od najrasprostranjenijih oblika zloupotrebe dece. Statistički je dokazano da je svaka četvrta devojčica i svaki šesti dečak dožive neki oblik seksualnog zlostavljanja. Napadi na njih uglavnom počinju druženjima na forumima i u Chat sobama, sistemom lažnog predstavljanja "lovaca". Posledice, psihološke, a neretko i fizičke prirode, na njoj ostaju trajno i kao takve, u potpunosti se podudaraju sa klasičnim zlostavljanjem ili silovanjem.
Sugestija- oblik napada sa ciljem da se žrtva navede na samopovređivanje, svesno ili nesvesno. Ova vrsta napada opasna je naročito stoga što može da rezultuje teškim bolestima, pa čak i smrtnim slučajevima. Lakši vidovi delovanja sugestijom na potencijalnu žrtvu, mogu se naći na sajtovima čiji sadržaji obiluju raznim vrstama dijeta, telesnih vežbi i sličnih aktivnosti. Ciljnu grupu ovakvih sajtova čine u najvećoj meri devojčice tinejdžerskog uzrasta.
Vršnjačko nasilje- Vršnjačkim nasiljem putem interneta naziva se podsticanje grupne mržnje, napadi na privatnost, uznemiravanje, praćenje, vređanje, nesavestan pristup štetnim sadržajima i širenje nasilnih i uvredljivih komentara. Ono može uključivati još i slanje okrutnih, zlobnih, nekad i pretećih poruka, kao i kreiranje internet stranica koje sadrže priče, crteže, slike i šale na račun vršnjaka. Takvo nasilje odnosi se i na postavljanje fotografija vršnjaka na galerijama sajtova, uz zahtev posetiocima da ih procenjuju po određenim karakteristikama, odnosno da glasaju za osobu koja je najružnija, najnepopularnija ili najdeblja u školi.

## Programi za zaštitu dece na Internetu
Najbolja zaštita jeste da u svakom momentu znate šta vaše dete radi na Internetu. Postoje softveri koji beleže šta je sve rađeno na računaru, adrese koje su posećivane i sve to snima u određeni log fajlove sa tekstom koje je vaše dete kucalo (chat programi, dopisivanje, fejsbuk itd) tako da ćete uvek biti u toku šta vaše dete radi.
K9 WEB protection predstavlja program veličine dva do tri MB, kojim na jednostavan način možete zabraniti, pratiti ili limitirati određene veb-sajtove, upotrebu chat klijenata i ostalih online alata. Na sajtu pored navedenog postoje još i programi za prečišćavanje sadržaja. Ovi programi su napravljeni tako da prepoznaju sadržaj web stranica koji bi mogao da bude štetan za mlade korisnike. Ti programi omogućavaju odraslima, koji brinu o deci, da spreče dete da posećuje te neprimerene veb-sajtove. Programi za prečišćavanje koriste tri glavna modela: crnu listu, belu listu i neutralnu listu. Crna lista blokira prilaz upisanim sajtovima, dok bela lista omogućava odlazak samo na navedene sajtove, blokirajući sve ostale.
Postoji mnogo proizvođača softvera koji su napravili specijalizovane web čitače za decu. To nisu samo klasični čitači kao Internet Explorer ili Firefox, već predstavljaju čitav jedan zatvoreni svet koji je napravljen tako da bude siguran za decu, a da im ipak dopusti da (donekle) surfuju Internetom. Ovakvi programi po pravilu su šareni i imaju mnogo zvučnih efekata tako da privlače pažnju dece, a često su i „nafilovani” gomilom sadržaja – od pristupa online Flash igrama, preko predefinisanih portala za decu, pa sve do spiska proverenih web stranica sa sadržajima primerenim datom uzrastu.
Najpoznatiji Veb čitači za decu:
, ,  , , , , .
Najpoznatiji program za roditeljsku kontrolu:
, , , , , , , .

## Zakonska regulativa

### Nacionalni okviri
Pravni sistem Republike Srbije krivično delo zlostavljanja i iskorišćavanja dece i putem Interneta reguliše Krivičnim zakonikom. Član 185b Krivičnog zakonika- Iskorišćavanje računarske mreže ili komunikacije drugim tehničkim sredstvima za izvršenje krivičnih dela protiv polne slobode prema maloletnom licu navodi da izvršenje krivičnih dela Silovanja (član 178,stav 4), Obljube nad nemoćnim licem (član 189,stav 3), Obljube nad detetom (član 180,stav 1 I 2), Obljube zloupotrebom službenog položaja (član 181,stav2 I 3), Nedozvoljenim polnim radnjama (član 182,stav 1), Podvođenje ili omogućavanje vršenja polnog odnosa (član 183,stav 2), Posredovanja u vršenju prostitucije (član 184,stav 3), Prikrivanje, pribavljanje i posedovanje pornografskog materijala i iskorišćavanje dece za pornografiju (član 185, stav 2) i Navođenje maloletnog lica na prisustvovanje polnim radnjama (član 185a), koristeći računarsku mrežu ili komunikaciju drugim tehničkim sredstvima dogovori sa maloletnikom sastanak i pojavi se na dogovorenom mestu radi sastanka, kazniće se zatvorom od šest meseci do pet godina i novčanom kaznom. Ako je ovo delo učinjeno prema detetu kazniće se zatvorom od jedne do osam godina.
Najvažnije izmene su da se po prvi put u Krivičnom zakoniku Republike Srbije kao krivično delo smatra posedovanje i pribavljanje fotografija, audio-vizuelnih zapisa ili drugih predmeta pornografske sadržine nastale iskorišćavanjem maloletnog lica.
Prema Konvenciji o kompjuterskom kriminalu iz 2001. godine koju je naša država ratifikovala i primenila u svom Krivičnom zakoniku i konvencijama koje se bave zaštitom prava deteta,ovaj problem stavljen je u žižu interesovanja evropske i svetske javnosti,a u pojedinim državama je proglašena prioritetom brojem jedan kada je u pitanju kompjuterski kriminal i organizovani kriminal uopšte.Kod nas se kao izvršioci ovih krivičnih dela javljaju lica iz svih društvenih struktura,tako da ne postoji profil izvršilaca ovih krivičnih dela u tom smislu. Motivi za izvršenje ovih krivičnih dela su takođe širokog spektra i predmet su psihološkog profilisanja izvršilaca u zavisnosti od slučaja do slučaja. Jedan od relevantnih dokumenata za zaštitu dece od nasilja je i Opšti protokol za zaštitu dece od zlostavljanja i zanemarivanja koji je usvojila Vlada RS.

### Međunarodni okviri
Svi oblici nasilja, zlostavljanja, zloupotreba i zanemarivanja dece, kojima se ugrožava ili narušava fizički, psihički I moralni integritet ličnosti deteta, predstavljaju povredu jednog od osnovnih prava deteta navedenih u Konvenciji Ujedinjenih nacija o pravima deteta, a to je pravo na život, opstanak i razvoj. Donošenjem Zakona o ratifikaciji Konvencije Ujedinjenih nacija o pravima, država se obavezala da preuzme mere za sprečavanje nasilja u porodici, institucijama i široj društvenoj sredini i da obezbedi zaštitu deteta.
Odredbe Konvencije odnose se na zaštitu deteta od:
- fizičkog i mentalnog nasilja, zloupotrebe i zanemarivanja (član 19);
- svih oblika seksualnog zlostavljanja i iskorišćavanja(član 34);
- otmice i trgovine decom (član 35);
- svih drugih oblika iskorišćavanja (eksploatacije) štetnih po bilo koji vid detetove dobrobiti (član 36);
- nehumanih i ponižavajućih postupaka i kažnjavanja (član 37).

## Akcije
Akcija ’Klikni bezbedno’, koju sprovodi Ministarstvo za telekomunikacije i informaciono društvo pod nazivom „Razmisli pre nego što postaviš“ organizovala je edukaciju za nastavno osoblje, psihološko-pedagoške službe i savete roditelja najpre u osnovnim školama u Beogradu, a potom i u školama u celoj Srbiji. Akciju su od samog početka podržali i zaposleni Telekoma Srbija, stručnjaci koji su učestvovali na tribinama u školama širom Srbije, zajedno sa predstavnicima ministarstva, pokušavajući da edukuju ne samo decu, već i njihove roditelje i nastavnike. U izuzetno posećenim, interaktivnim radionicama, svi zainteresovani su imali priliku da se upoznaju i sa dobrim i sa lošim stranama Interneta.
Glavna inicijativa ove akcije, koja je pokrenuta 2009. godine je "Zaštitimo decu na internetu" koja ima za cilj poboljšanje bezbednosti dece na Internetu i predstavlja korak napred u borbi protiv brojnih pretnji koje ugrožavaju sve nas koji koristimo Internet.
U Srbiji se 7. februara obeležava Dana bezbednog Interneta u Srbiji. Fond B92 u saradnji sa organizacijom Save the Children i Upravom za Digitalnu agendu, organizovao je obeležavanje Dana bezbednog Interneta u Srbiji, pod sloganom "Otkrijmo digitalni svet zajedno".

## Spoljašnje veze
- Klikni bezbedno Архивирано на веб-сајту  (18. мај 2012)
- Ins@fe[мртва веза]
- Bezbednost dece na Internetu
- Zaštita i edukacija dece na internetu
- Priručnik za decu- Siguran internet[мртва веза]
- Priručnik za nastavnike- Siguran internet[мртва веза]
- Zaštita dece na Internetu - Poražavajuće statistike (Zaštita podataka - Blog Data Solutions Laboratorije, Novembar 2012) Архивирано на веб-сајту  (4. март 2016)
- Zaštita dece na Internetu - Kako se zaštititi (Zaštita podataka - Blog Data Solutions Laboratorije, Decembar 2012) Архивирано на веб-сајту  (4. март 2016)
- Zaštita dece na Internetu - Šta roditelji mogu da urade (Zaštita podataka - Blog Data Solutions Laboratorije, Decembar 2012) Архивирано на веб-сајту  (4. март 2016)
- Zaštita dece na Internetu - Zajedničke online aktivnosti kao preventiva (Zaštita podataka - Blog Data Solutions Laboratorije, Decembar 2012) Архивирано на веб-сајту  (16. фебруар 2013)
- Zaštita dece na Internetu - Učenje na primerima (Zaštita podataka - Blog Data Solutions Laboratorije, Januar 2013) Архивирано на веб-сајту  (16. фебруар 2013)
- Zaštita dece na Internetu - Ima li kraja? (Zaštita podataka - Blog Data Solutions Laboratorije, Januar 2013) Архивирано на веб-сајту  (16. фебруар 2013)
- Tako stoje stvari - Fokus grupa - Bolji internet za decu - 31.03.2017. - YouTube